# 瓦山野丁香
瓦山野丁香（学名：Leptodermis parvifolia）为茜草科野丁香属下的一个种。

## 扩展阅读
- 維基物種上的相關：瓦山野丁香